# Russell Lissack

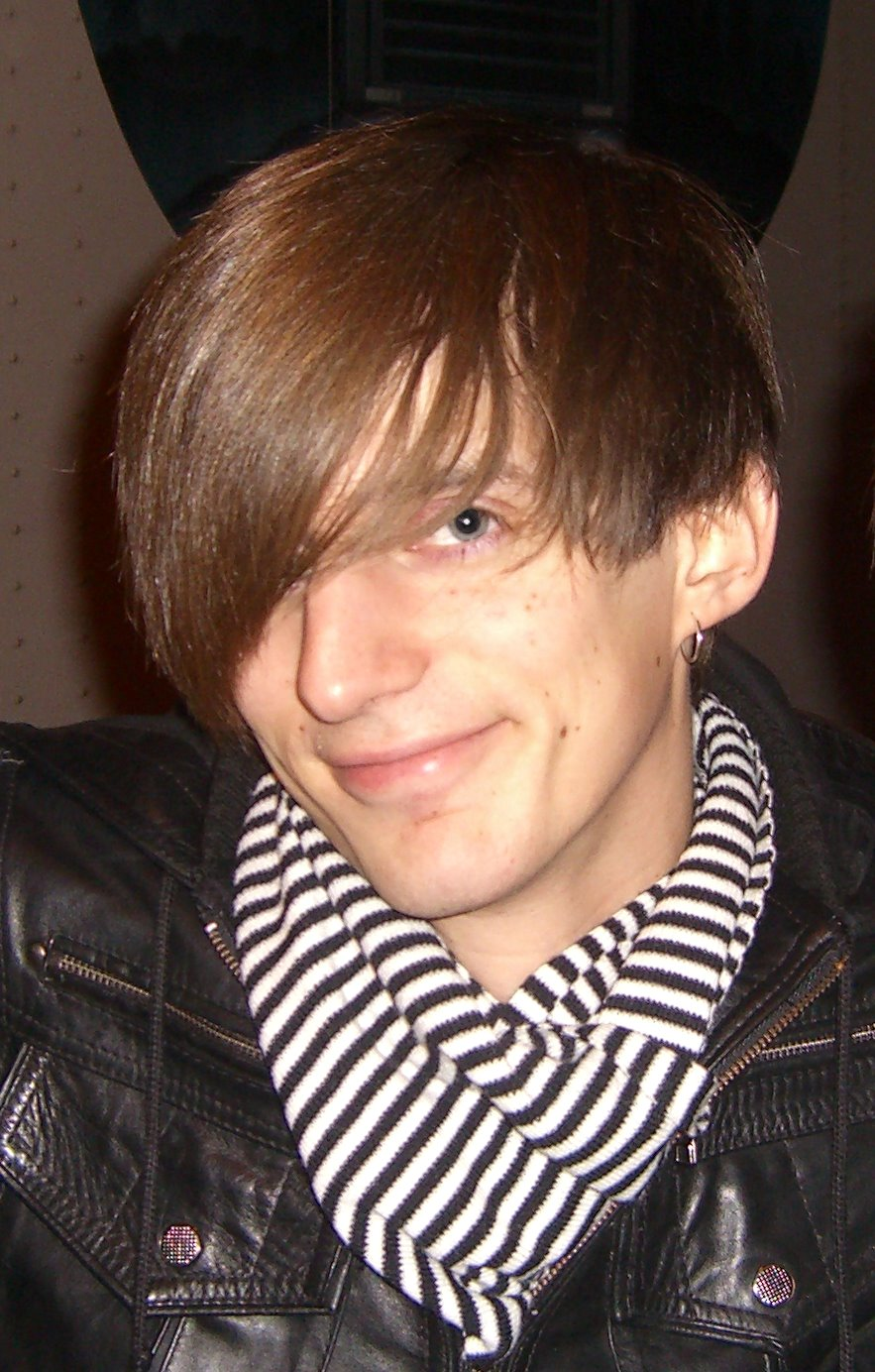
Russell Lissack

Russell Lissack, född 11 mars 1981, är en brittisk musiker, känd som huvudgitarrist i det engelska indierockbandet Bloc Party. Han spelar även gitarr i bandet Pin me Down tillsammans med Milena Mepris. Russells spelstil är självutmärkande och han har bland annat uppgett Manic Street Preachers, Sonic Youth, Suede, Blur, Radiohead, The Smashing Pumpkins, New Order, The Smiths, Prince och Weezer som influenser.